# Nădăștia de Jos, Hunedoara
Nădăștia de Jos este un sat ce aparține orașului Călan din județul Hunedoara, Transilvania, România.

## Imagini

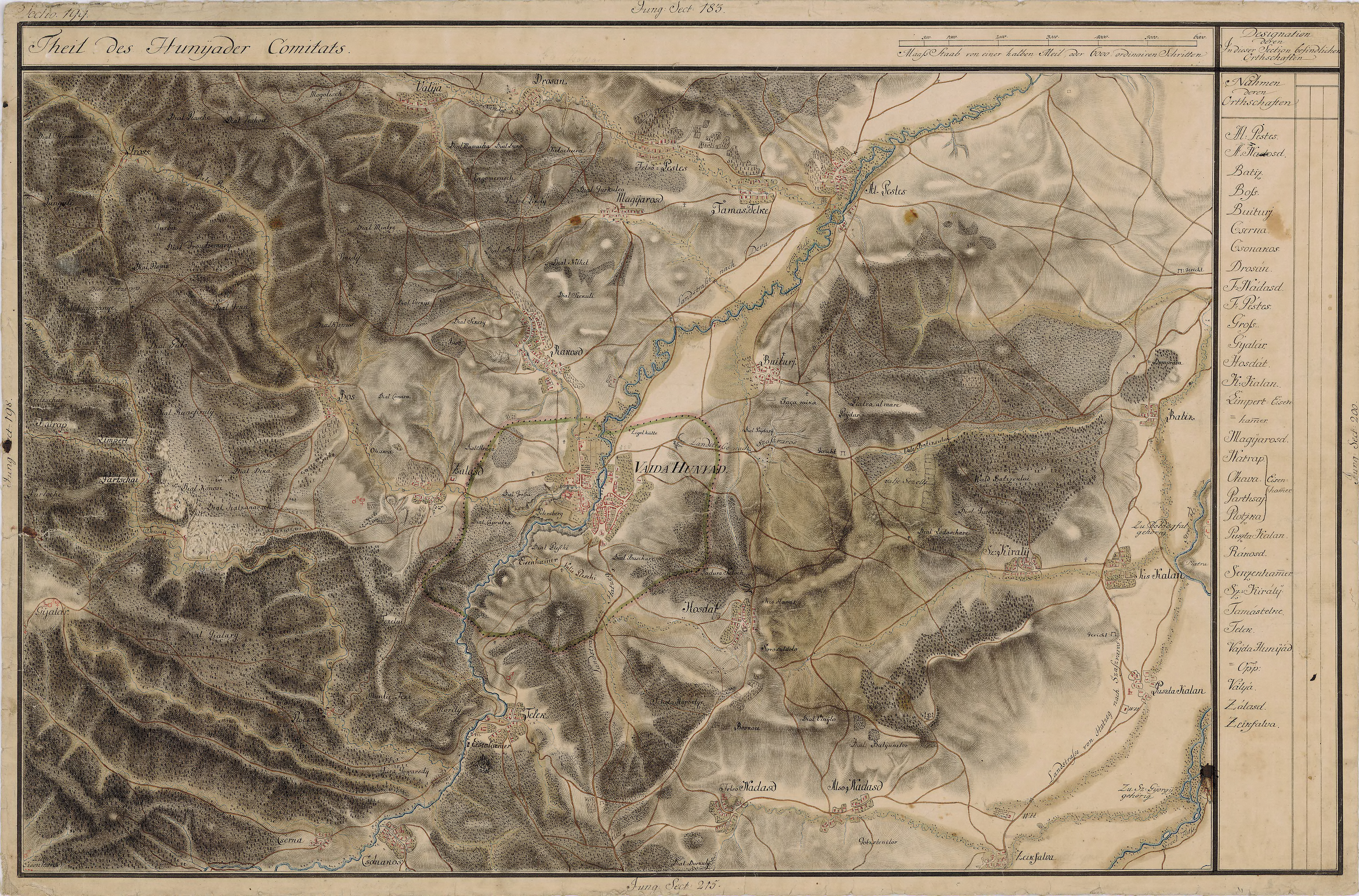
Nădăștia de Jos în Harta Iosefină a Transilvaniei, 1769-1773